# Abderites
Abderites Ameghino, 1887 è un genere estinto di mammifero marsupiale, appartenente alla superfamiglia Caenolestoidea, presente nel Miocene (Burdigaliano, tra 16,3 e 15,97 milioni di anni fa), i cui resti fossili sono stati rinvenuti in Sudamerica.
Il nome deriva da Abdera, un'antica città tracia che si dice fosse stata fondata da Ercole.

## Descrizione
Le dimensioni di questo mammifero non erano eccezionali (grossomodo quelle di un piccolo gatto) e così pure l'aspetto, piuttosto banale. Ciò che incuriosisce è la dentatura: gli Abderites erano dotati di molari molto particolari, con un doppio taglio adatto a sgranocchiare materiale duro e fibroso. In particolare, queste strutture assomigliano molto a quelle del marsupiale australiano attuale Phalanger orientalis, non strettamente imparentato. Probabilmente si trattava di frugivori, ma i denti particolari permettevano di nutrirsi di una grande varietà di cibo.

## Tassonomia
Di questo genere si conoscono poche specie, la più nota delle quali è A. meridionalis, del Miocene medio della Patagonia. Questa specie era molto diffusa a quel tempo, e perdurò per diversi milioni di anni.